# Instituto Electoral y de Participación Ciudadana (Jalisco)
El Instituto Electoral y de Participación Ciudadana del Estado de Jalisco (IEPC Jalisco) es un organismo público autónomo encargado de la regulación, administración y ejecución electoral en Jalisco, en conjunto con el Instituto Nacional Electoral. Entre sus funciones está la organización de las elecciones de la gubernatura estatal, las presidencias de los 125 municipios y la representación en el Congreso del Estado de Jalisco, además de plebiscitos y referéndums locales.

## Controversias
En las elecciones estatales de Jalisco de 2024, la candidata opositora a la gubernatura Claudia Delgadillo González denunció a la consejera presidenta del Instituto Paula Ramírez Höhne por presuntamente favorecer al partido Movimiento Ciudadano en la elección.  Asimismo, durante los cómputos distritales, personal del Instituto perteneciente al Consejo distrital 10 de Zapopan fue captado movilizando al consejo municipal de Zapopan un grupo de boletas con sufragio emitido para munícipes que habían sido depositadas en las urnas equivocadas sin los protocolos adecuados. Además, la candidata opositora a la gubernatura hizo mención a la ineficiencia del Programa de Resultados Electorales Preeliminares (PREP) por ser el más tardado del país, y que no concluyó con un alto porcentaje de actas contabilizadas, lo que en sus palabras benefició al candidato oficialista Pablo Lemus Navarro.